# Johann Heinrich Friedrich Link
Johann Heinrich Friedrich Link (Hildesheim, 2 febbraio 1767 – Berlino, 1º gennaio 1851) è stato un biologo, botanico e naturalista tedesco.

## Biografia
Era figlio del ministro August Heinrich Link (1738–1783). Nel 1786 iniziò gli studi di medicina e scienze naturali all'Università di Göttingen e nel 1789 conseguì il dottorato in medicina con la tesi "Flora der Felsgesteine rund um Göttingen".
Nel periodo 1792-1811 fu professore associato di zoologia, botanica e chimica all'Università di Rostock.
Nel 1793 sposò Charlotte Juliane Josephi (1768?–1829), sorella del suo collega universitario Wilhelm Josephi (1763–1845).
Nel triennio 1797-1799 visitò il Portogallo insieme al botanico, entomologo e ornitologo di Dresda, Johann Centurius Hoffmannsegg (1766-1849); fu proprio in questo viaggio che orientò definitivamente i suoi interessi scientifici esclusivamente alla botanica.
Nel 1801 fu eletto all'Accademia Cesarea Leopoldina per la sezione botanica.
Nel 1811 da Rostock si trasferì all'Università di Breslavia e nel 1815 all'Università di Berlino, dove fu direttore dell'Orto botanico e curatore dell'erbario succedendo a Carl Ludwig Willdenow (1765-1812).

## Alcune pubblicazioni
- Florae goettingensis specimen, sistens vegetabilia saxo calcareo propria (H. M. Grape, Göttingen, 1789).
- Annalen der Naturgeschichte (Göttingen, 1791).
- Dissertationes botanicae; quibus accedunt Primitiae horti botanici; et Florae rostochiensis (G. Baerensprung, Suerin, 1795).
- Philosophiae botanicae novae seu Institutionum phytographicarum prodromus (Jo. Christ. Dieterich, Göttingen, 1798).
- Voyage en Portugal, depuis 1797 jusqu'en 1799 (Levrault, Schoell et Cie, Paris, an XII-1803).
- Grundlehren der Anatomie und Physiologie der Pflanzen (Göttingen. 1807)
- Nachträge zu den Grundlehren etc. (Göttingen. 1809).
- Observationes in Ordines plantarum naturals. Dissertatio I, complectens Anandrarum Ordines Epiphytas, Mucedines, Gastromycos et Fungos.Gesellschaft Naturforschender Freunde zu Berlin, Magazin für die Neuesten Entdeckungen in der Gesammten Naturkunde 3, 3-42. (1809)
- Kritische Bemerkungen und Zusätze zu Karl Sprengels verk über den Bau und die Nature der Gewäsche (C. A. Rümmel, Berlin, due volumi, 1812).
- Die Urwelt und das Altertum, erläutert durch die Naturkunde (Berlin 1820-1822)
- Enumeratio plantarum horti regii botanici Berolinensis altera (G. Reimer, Berlin, due volumi, 1821-1822)
- Das Altertum und der Übergang zur neuern Zeit (Berlin 1842)
- Elementa philosophiae botanicae (Berlin 1824)
- Üeber die Gattungen Melocactus und Echinocactus (Berlin, 1827)
- Hortius regius botanicus Berolinensis (G. Reimer, Berlin, due volumi, 1827-1833)
- Handbuch zur Erkennung der nutzbarsten und am häufigsten vorkommenden Gewächse (3 volumi, 1829-1833)
- Anatomisch-botanische Abbildungen zur Erläuterung der Grundlehren der Kräuterkunde (Berlin, 1837-1842)
- Ausgewählte anatomisch-botanische Abbildungen (Berlin, 1839-1842)
- Filicum species in horto regio Berolinensi cultae (Berlin, 1841)
- Anatomie der Pflanzen in Abbildungen (Berlin, 1843-1847)
- Icones plantarum selectarum horti regii botanici Berolinensis (Berlin, 1820-1828) (con Friedrich Otto)
- Icones plantarum rariorum horti regii botanici Berolinensis (Berlin 1828-31) (con Friedrich Otto)
- Flore portugaise (Berlin, 1809-1840) (con von Hoffmansegg)

## Taxa di funghi classificati
Si riportano di seguito alcuni taxa di funghi identificati da Link.

### Specie di funghi
- Amanita phalloides Link: Fries
- Creopus gelatinosus (Tode: Fries) Link

### Generi di funghi
- Acremonium Link: Fries
- Antennaria Link: Fries
- Cephalotrichum Link: Fries
- Cladosporium Link: Fries
- Cordyceps Link
- Creopus Link
- Endogone Link: Fries emend Nicols. & Gerd.
- Fusarium Link
- Geotrichum Link: Persoon
- Leocarpus Link
- Myxomycetes Link
- Penicillium Link: Fries
- Phragmidium Link
- Sepedonium Link: Fries
- Uromyces (Link) F. J. A. N. Unger

| Link è l'abbreviazione standard utilizzata per le piante descritte da Johann Heinrich Friedrich Link. Consulta l'elenco delle piante assegnate a questo autore dall'IPNI. |

| Link è l'abbreviazione standard utilizzata per le specie animali descritte da Johann Heinrich Friedrich Link. Categoria:Taxa classificati da Johann Heinrich Friedrich Link |